# Tour de Pologne 1993
Jubileuszowa 50. edycja Tour de Pologne została rozegrana w dniach 1–11 września 1993. Po raz pierwszy wyścig odbył się z udziałem kolarzy zawodowych. Wystartowało w nim  131 zawodników, z których ukończyło go 86. Łączna długość wyścigu – 1760 km.
Zwyciężył po raz trzeci Dariusz Baranowski (Pekaes Lang Rover Legia), który tym samym wyrównał osiągnięcie Mariana Więckowskiego i Andrzeja Mierzejewskiego. Drugie miejsce zajął Marek Leśniewski (Zibi Casio Częstochowa), a trzecie Ivanas Romanovas (Litwa).
Po raz pierwszy dyrektorem wyścigu został Czesław Lang, Główną nagrodą był Fiat Tipo. Sędzią głównym był Michel Villeval z Francji.

## Etapy
| Etap      | Data        | Start - meta           | Długość (km)             | Typ         | Zwycięzca etapu    | Lider               |
| prolog    | 1 września  | Warszawa               | 34,2                     | płaski      | Remigijus Lupeikis | Remigijus Lupeikis  |
| I etap    | 2 września  | Otwock - Lublin        | 144                      | płaski      | Remigijus Lupeikis | Remigijus Lupeikis  |
| II etap   | 3 września  | Lublin - Kraśnik       | 44 (jazda druż. na czas) | płaski      | Litwa              | Remigijus Lupeikis  |
| III etap  | 3 września  | Kraśnik – Zamość       | 152                      | płaski      | Remigijus Lupeikis | Remigijus Lupeikis  |
| IV etap   | 4 września  | Zamość - Rzeszów       | 200                      | pagórkowaty | Mirko Gualdi       | Remigijus Lupeikis  |
| V etap    | 5 września  | Rzeszów - Nowy Sącz    | 185                      | pagórkowaty | Fabiano Fontanelli | Remigijus Lupeikis  |
| VI etap   | 6 września  | Nowy Sącz - Zakopane   | 138                      | górski      | Cezary Zamana      | Andrzej Sypytkowski |
| VII etap  | 7 września  | Wadowice - Częstochowa | 183                      | pagórkowaty | Walter Castignola  | Andrzej Sypytkowski |
| VIII etap | 8 września  | Częstochowa - Kalisz   | 162                      | płaski      | Remigijus Lupeikis | Andrzej Sypytkowski |
| IX etap   | 9 września  | Kalisz - Poznań        | 195                      | płaski      | Marek Wrona        | Andrzej Sypytkowski |
| X etap    | 10 września | dookoła Gniezna        | 46 (jazda ind. na czas)  | płaski      | Marek Leśniewski   | Dariusz Baranowski  |
| XI etap   | 10 września | Gniezno - Bydgoszcz    | 106                      | płaski      | Cezary Zamana      | Dariusz Baranowski  |
| XII etap  | 11 września | Bydgoszcz - Płock      | 165                      | płaski      | Ivanas Romanovas   | Dariusz Baranowski  |

## Końcowa klasyfikacja generalna

### Klasyfikacja indywidualna
| Poz. | Zawodnik            | Kraj   | Zespół                    | Czas (średnia km/h)       |
| ---- | ------------------- | ------ | ------------------------- | ------------------------- |
| 1.   | Dariusz Baranowski  | Polska | Pekaes Lang Rover Legia   | 41h 59' 56" (41,910 km/h) |
| 2.   | Marek Leśniewski    | Polska | Zibi Casio Częstochowa    | +00' 56"                  |
| 3.   | Ivanas Romanovas    | Litwa  | Litwa                     | +01' 17"                  |
| 4.   | Andrzej Sypytkowski | Polska | Rafako Energoinwest Victo | +01' 32"                  |
| 5.   | Zbigniew Piątek     | Polska | DEK Radio Kielce          | +01' 52"                  |
| 6.   | Zbigniew Spruch     | Polska | Lampre Animex             | +02' 10"                  |
| 7.   | Remigijus Lupeikis  | Litwa  | Litwa                     | +02' 29"                  |
| 8.   | Artūras Kasputis    | Litwa  | Litwa                     | +03' 32"                  |
| 9.   | Cezary Zamana       | Polska | Subaru Montgomery         | +04' 22"                  |
| 10.  | Jarosław Chojnacki  | Polska | Pekaes Lang Rover Legia   | +04' 51"                  |

### Klasyfikacja drużynowa
| 1. | Litwa                     | 126h 07' 06" |
| 2. | Warta Damis Romar         | +31' 36"     |
| 3. | Pekaes Lang Rover Legia   | +32' 22"     |
| 4. | Rafako Energoinwest Victo | +37' 28"     |
| 5. | Ukraina                   | +51' 05"     |

### Klasyfikacja najaktywniejszych
| 1. | Czesław Rajch      | Polska | 61 pkt   |
| 2. | Jarosław Chojnacki | Polska | 34 pkt   |
| 3. | Mariusz Bilewski   | Polska | 24 pkt   |
| 4. | Artur Krzeszowiec  | Polska | 23,5 pkt |
| 5. | Cezary Zamana      | Polska | 19 pkt   |

### Klasyfikacja górska
| 1. | Piotr Chmielewski  | Polska | 24 pkt |
| 2. | Paweł Czopek       | Polska | 22 pkt |
| 3. | Cezary Zamana      | Polska | 12 pkt |
| 4. | Czesław Rajch      | Polska | 8 pkt  |
| 5. | Dariusz Baranowski | Polska | 6 pkt  |

### Klasyfikacja punktowa
(od 2005 roku koszulka granatowa)
| 1. | Zbigniew Spruch    | Polska | 145 pkt |
| 2. | Remigijus Lupeikis | Litwa  | 105 pkt |
| 3. | Ivanas Romanovas   | Litwa  | 76 pkt  |
| 4. | Cezary Zamana      | Polska | 76 pkt  |
| 5. | Walter Castignola  | Włochy | 73 pkt  |